# グランドルール
グランドルールとは会議、ミーティング、自助グループなどを行う際に設定することがあるルール。会議をスムーズに進行するため、ファシリテーターが会議前に設定する場合や、ある程度、大枠を決め、参加者の案も混ぜて、共に作っていく場合もある。「グランドルールを作らない」というグランドルールになるケースもある。

## 例
- 携帯電話はマナーモードにする。
- 携帯電話に着信があってもでてはいけない。
- 原則、会議中は離席してはいけない。
- 何かを否定する発言をする際は、必ず代案を提案する。
- 楽しくやる。